# Maenza
Maenza är en ort och kommun i provinsen Latina i regionen Lazio i Italien. Kommunen hade 3 096 invånare (2018).